# Prwa makedonska fudbałska liga (2009/2010)
Sezon 2009/2010 był 18. sezonem o mistrzostwo Macedonii Północnej. Rozpoczął się 1 sierpnia 2009 roku a zakończył 18 maja 2010. Tytułu broniła drużyna FK Makedonija Dźorcze Petrow, ale nowym mistrzem Macedonii został drużyna FK Renowa.

## Drużyny
| Uczestnicy poprzedniej edycji                                                                                 | Uczestnicy poprzedniej edycji | Uczestnicy poprzedniej edycji | Uczestnicy poprzedniej edycji |
| --- | ----------------------------- | ----------------------------- | ----------------------------- |
| MGP | FK Makedonija Dźorcze Petrow  | 1                             |                               |
| MIK | FK Miłano                     | 2                             |                               |
| REN | FK Renowa                     | 3                             |                               |
| RAB | Rabotniczki Skopje            | 4                             |                               |
| VAR | Wardar Skopje                 | 5                             |                               |
| TUR | Horizont Turnowo              | 6                             |                               |
| SIL | Siłeks Kratowo                | 7                             |                               |
| POB | Pobeda Prilep                 | 8                             |                               |
| MSK | Metałurg Skopje               | 9                             |                               |
| PEL | FK Pelister                   | 10                            |                               |
| Spadek z Prwej ligi                                                                                           |                               |                               |                               |
| NPR | Napredok Kiczewo              | 11                            |                               |
| BAS | Bashkimi Kumanowo             | wycofana                      |                               |
| Awans z Wtorej ligi                                                                                           |                               |                               |                               |
| TET | FK Teteks                     | 1                             |                               |
| SLO | Słoga Skopje                  | 2                             |                               |
| Oznaczenia: - kolumna pierwsza – skróty nazw drużyn, - kolumna trzecia – miejsce zajęte w poprzednim sezonie. |                               |                               |                               |

## Tabela
| Lp. | Drużyna                           | M  | Z  | R  | P  | Bramki | Bramki | Różn. | Pkt | Uwagi                                        |
| --- | --------------------------------- | -- | -- | -- | -- | ------ | ------ | ----- | --- | -------------------------------------------- |
| 1   | FK Renowa (M)                     | 26 | 17 | 4  | 5  | 45     | 21     | +24   | 55  | Liga Mistrzów UEFA • II runda kwalifikacyjna |
| 2   | Rabotniczki Skopje                | 26 | 15 | 5  | 6  | 38     | 20     | +18   | 50  | Liga Europy UEFA • I runda kwalifikacyjna    |
| 3   | Metałurg Skopje                   | 26 | 12 | 11 | 3  | 35     | 16     | +19   | 47  | Liga Europy UEFA • I runda kwalifikacyjna    |
| 4   | FK Pelister                       | 26 | 11 | 6  | 9  | 28     | 27     | +1    | 39  |                                              |
| 5   | Siłeks Kratowo                    | 26 | 8  | 8  | 10 | 29     | 33     | −4    | 32  |                                              |
| 6   | Wardar Skopje4                    | 26 | 9  | 6  | 11 | 31     | 28     | +3    | 30  |                                              |
| 7   | FK Teteks                         | 26 | 8  | 6  | 12 | 31     | 30     | +1    | 30  | Liga Europy UEFA • II runda kwalifikacyjna1  |
| 8   | Horizont Turnowo3                 | 26 | 8  | 5  | 13 | 27     | 35     | −8    | 26  |                                              |
| 9   | FK Miłano (S)                     | 26 | 1  | 3  | 22 | 14     | 81     | −67   | 6   | Baraże o Prwą ligę                           |
| –   | FK Makedonija Dźorcze Petrow2 (S) | 10 | 5  | 4  | 1  | 23     | 5      | +18   | 0   | Spadek do Wtorej ligi                        |
| –   | Pobeda Prilep5 (S)                | 0  | 0  | 0  | 0  | 0      | 0      | 0     | 0   | Spadek do Wtorej ligi                        |
| –   | Słoga Skopje2 (S)                 | 10 | 3  | 2  | 5  | 9      | 16     | −7    | 0   | Spadek do Wtorej ligi                        |

## Wyniki
Rozgrywki składają się z trzech rund. Podczas dwóch pierwszych rund wszystkie drużyny grają ze sobą dwukrotnie mecz i rewanż, w sumie 22 kolejki ligowe. W tym sezonie ze względu na zawieszenie dwóch drużyn, zakończono pierwszą fazę po 20 kolejkach. Pary meczowe w trzeciej rundzie są wynikiem zajętego miejsca przez drużny po dwóch pierwszych rundach. Łącznie wszystkie drużny rozegrały po 29 meczów.

### Pierwsza i druga runda
| Gospodarz \ Gość             | MGP  | MSK  | MIK  | PEL  | POB  | RAB  | REN  | SIL  | SLO  | TET  | TUR  | VAR  |
| FK Makedonija Dźorcze Petrow |      |      | 8:0  | 0:0  | 0–33 |      | 0–13 | 2:0  | 4:1  | 1–03 |      | 5:0  |
| Metałurg Skopje              | 0:0  |      | 4:0  | 1:2  | 2–13 | 1:1  | 3:1  | 2:2  |      | 4:0  | 3:02 | 3:04 |
| FK Miłano                    |      | 0:0  |      | 3:02 | 3–23 | 0:2  | 0:2  | 1:4  | 0:3  | 1:5  | 0:2  | 0:4  |
| FK Pelister                  |      | 3:0  | 3:1  |      | 1–03 | 1:0  | 1:1  | 1:1  | 0:0  | 3:1  | 1:2  | 1:0  |
| Pobeda Prilep                | 0–03 | 0–13 | 4–13 | 0–03 |      | 4–23 | 0–43 | 2–23 | 2–03 | 2–03 | 1–03 | 2–13 |
| Rabotniczki Skopje           | 1:1  | 1:1  | 5:1  | 3:0  | 6–23 |      | 2:1  | 1:1  |      | 3:1  | 1:0  | 1:0  |
| FK Renowa                    | 1:0  | 3:1  | 4:0  | 1:0  | 2–13 | 2:0  |      | 3:1  | 3:1  | 1:0  | 3:2  | 3:2  |
| Siłeks Kratowo               |      | 0:1  | 4:0  | 1:0  | 0–13 | 2:0  | 0:5  |      | 2:1  | 1:0  | 3:0  | 1:1  |
| Słoga Skopje                 |      | 0:1  |      | 1–33 |      | 0:3  |      | 0–33 |      | 1:0  | 1:1  | 1:0  |
| FK Teteks                    | 2:2  | 0:0  | 6:0  | 1:2  | 3–13 | 0:1  | 0:1  | 1:1  | 3–03 |      | 1:0  | 1:0  |
| Horizont Turnowo             | 0:1  | 1:1  | 3:1  | 4:3  | 3–13 | 0:2  | 2:2  | 2:0  | 2–03 | 0:2  |      | 0:1  |
| Wardar Skopje                | 3–03 | 0:0  | 2:0  | 1:0  | 0–03 | 1:2  | 1:1  | 3:1  |      | 3:1  | 1:3  |      |

Źródło: FFM (mac. • ang.)
Objaśnienia:
1Drużyna gospodarzy jest wymieniona po lewej stronie tabeli.
2Mecze zweryfikowane za zbojkotowanie udziału w rozgrywkach przez drużyny Makedonii, Turnovo, Sloga Jugomagnat oraz Pelister.
3Mecze anulowane po wykluczeniu z rozgrywek drużyn Makedonii, Sloga Jugomagnat oraz Pobedy.
4Mecz został zweryfikowany jako walkower dla drużyny Metalurga po zbojkotowaniu go przez drużynę Vardaru.
Kolory: zielony – zwycięstwo gospodarzy, żółty – remis, różowy – zwycięstwo gości.

### Trzecia runda
Zestawienie par w trzeciej rundzie (cyfry oznaczają pozycję drużyn po 20 kolejkach ligowych). 21 i 22 kolejka została anulowana ze względu na usunięcie dwóch klubów w trakcie rozgrywek:
```
 23 kolejka 24 kolejka 25 kolejka 26 kolejka 27 kolejka
  1 – 6       5 - 6     6 – 7      4 – 6      6 – 8
  2 – 7      10 – 4     1 – 8      5 – 3      7 – 9
  3 – 8       9 – 3     2 – 9     10 – 2      1 – 10
  4 – 9       8 – 2     3 – 10     9 – 1      2 – 5
  5 – 10      7 – 1     4 – 5      8 – 7      3 – 4

 28 kolejka  29 kolejka 30 kolejka 31 kolejka
  3 – 6       6 – 9     2 – 6      6 – 10
  4 – 2       8 – 10    3 – 1      9 – 5
  5 – 1       7 – 5     4 – 7      8 – 4
 10 – 7       1 – 4     5 – 8      7 – 3
  9 – 8       2 – 3    10 – 9      1 – 2

```

| Gospodarz \ Gość   | MSK | MIK | PEL | POB  | RAB | REN | SIL | TET  | TUR  | VAR |
| Metałurg Skopje    |     | 3:0 | 1:0 | 3–02 |     | 1:0 |     |      | 1:1  |     |
| FK Miłano          |     |     | 2:2 |      | 0:2 |     |     | 2:4  |      | 0:5 |
| FK Pelister        |     |     |     | 1–02 | 1:0 |     | 1:0 | 0:0  |      | 1:0 |
| Pobeda Prilep      |     |     |     |      |     |     |     | 2–02 | 0–12 |     |
| Rabotniczki Skopje | 1:2 |     |     |      |     |     | 1:2 | 2:1  |      | 1:1 |
| FK Renowa          |     | 1:0 | 3:1 | 2–12 | 0:1 |     |     |      | 2:0  |     |
| Siłeks Kratowo     | 0:1 | 1:1 |     | 3–02 |     | 0:0 |     |      | 1:1  |     |
| FK Teteks          | 0:0 |     |     |      |     | 0:1 | 2:0 |      |      | 1:1 |
| Horizont Turnowo   |     | 2:1 | 0:1 |      | 0:1 |     |     | 0:1  |      |     |
| Wardar Skopje      | 0:0 |     |     |      |     | 2:0 | 2:0 |      | 0:1  |     |

Źródło: FFM (mac. • ang.)
Objaśnienia:
1Drużyna gospodarzy jest wymieniona po lewej stronie tabeli.
2Mecze zostały anulowane po zawieszeniu i usunięciu drużny Pobedy.
Kolory: zielony – zwycięstwo gospodarzy, żółty – remis, różowy – zwycięstwo gości.

## Baraże o Prwą ligę
| 30 maja 2010 16:30 CEST | FK Miłano · Stojanowski 78' | 1:2 (dog) | Bregałnica Sztip · Dimowski 72' · Nowakow 110' (k.) | Stadion Dźorcze Petrowa, Skopje Sędzia: Dimitar Mečkarowski, Skopje |
|                         |                             |           |                                                     |                                                                     |

## Najlepsi strzelcy
15 bramek
- Bobi Bożinowski (Rabotniczki Skopje)

12 bramek
- Besart Ibraimi (FK Renowa)
- Duszan Sawiḱ (Rabotniczki Skopje)

11 bramek
- Dragan Dimitrowski (FK Pelister, Pobeda Prilep)
- Boban Janczewski (FK Renowa)

10 bramek
- Iłia Nestoroski (Pobeda Prilep)

9 bramek
- Baże Iłioski (Metałurg Skopje)

7 bramek
- Iłber Ałi (FK Renowa)
- Marjan Altiparmakowski (FK Pelister)
- Dragan Georgiew (Horizont Turnowo)
- Iwica Gligorowski (FK Makedonija Dźorcze Petrow, FK Teteks)
- Miłe Krstew (Metałurg Skopje)
- Ałeksandar Stojanowski (FK Teteks, FK Miłano)
- Boško Stupić (Wardar Skopje)
- Wandeir (Rabotniczki Skopje)